# Саммит ШОС в Душанбе (2014)
Саммит глав государств ШОС стал 14-м ежегодным саммитом глав государств Шанхайской организации сотрудничества, проходившим с 11 по 12 сентября 2014 года в столице Таджикистана Душанбе. Безопасность была среди главных вопросов, которые обсуждались на данном саммите, и все участники достигли консенсуса по методам борьбы с сепаратизмом, экстремизмом и терроризмом, а также по обеспечению мира и безопасности в регионе.

## Предыстория

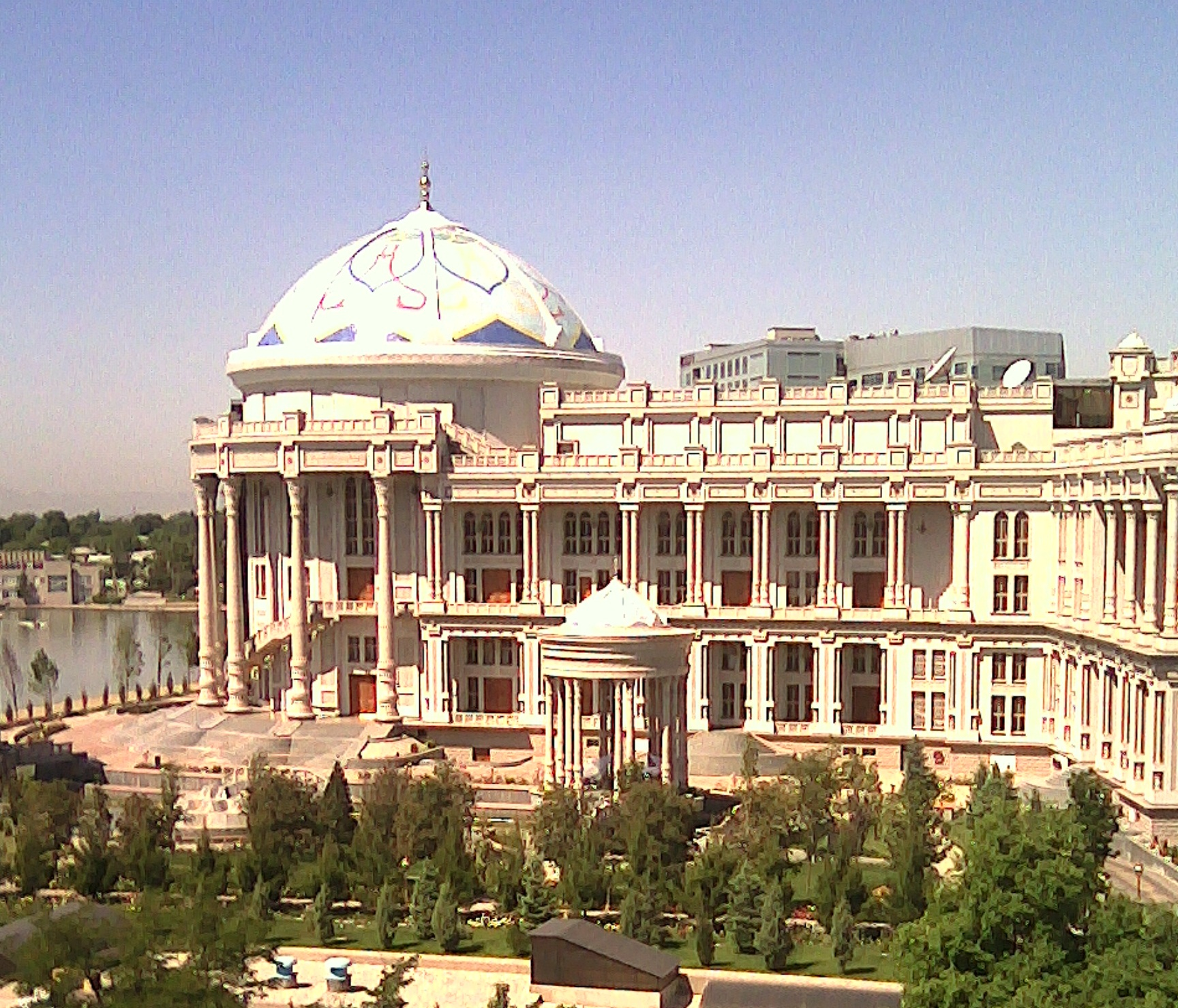
Комплекс «Кохи Навруз» — место проведения душанбинского саммита ШОС—2014

В преддверии саммита 30 июля 2014 года состоялась встреча министров иностранных дел. Председательствовал министр иностранных дел Таджикистана Сироджиддин Аслов, также присутствовал генеральный секретарь ШОС Дмитрий Мезенцев, а министр иностранных дел России Сергей Лавров предложил помощь в стабилизации границы с Афганистаном. В заключительном коммюнике Сироджиддин Аслов сказал, что на заседании был одобрен проект постановления совета глав государств о стратегии развития ШОС до 2025 года, что определит направления дальнейшего взаимодействия и повысит эффективность действий. Особенность нынешнего собрания в том, что работа по согласованию и подготовке нормативно-правовых документов по приёму новых членов выходит на финишную прямую. Главы делегаций одобрили проект процедуры предоставления статуса члена ШОС и новую редакцию типового меморандума об обязательствах государств-претендентов, добивающихся статуса государства-члена ШОС.
Военные учения стран ШОС начнутся 24 августа 2014 года и станут крупнейшими за 10 лет. Совместные антитеррористические учения также проводились в Китае с 24 по 29 августа 2014 года с участием около 7000 военнослужащих, в которых участвовали в том числе более 200 таджикских солдат и более 480 киргизских солдат. К 12 августа более 1000 солдат и офицеров некитайского происхождения отправились во Внутреннюю Монголию автомобильным, железнодорожным и воздушным транспортом. В учениях также участвовало 12 российских самолётов.
Министр иностранных дел Китая Ван И также посетил Душанбе примерно за месяц до саммита, как и министр иностранных дел Узбекистана Абдулазиз Камилов. Соответствующее заседание глав правительств состоялось в декабре в Астане, Казахстан.

## Участники

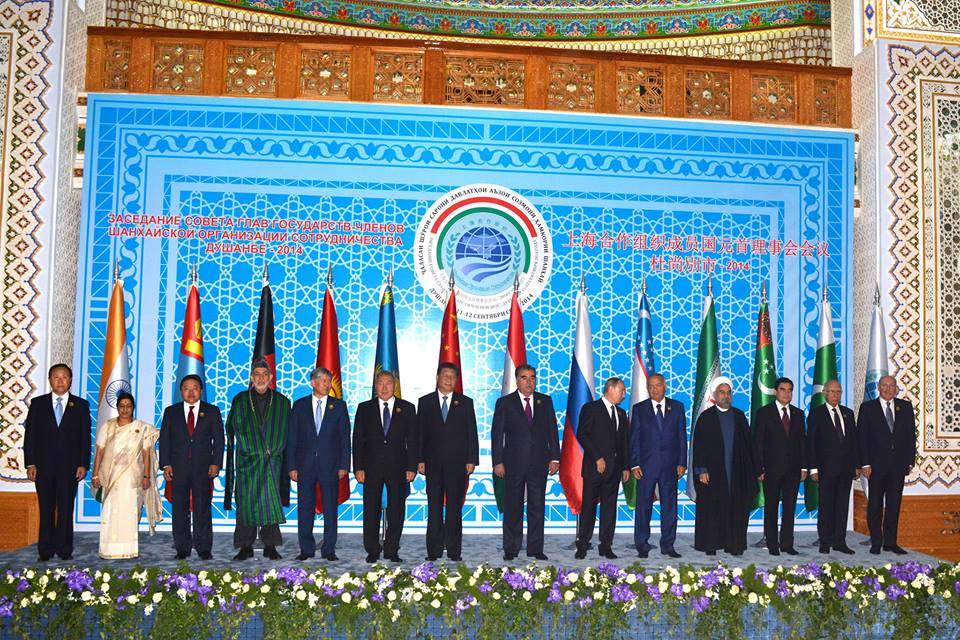
Главы государств и делегаций, участвовавшие в душанбинском саммите ШОС 2014 года в групповом фото

### Главы государств и делегаций
Страна-хозяйка и лидер выделены жирным шрифтом. Главы остальных государств — членов и государств — наблюдателей организации, а также приглашённые гости указаны в алфавитном порядке русского языка.
- Таджикистан — президент Эмомали Рахмон (председатель)
- Афганистан — президент Хамид Карзай[14]
- Индия — министр иностранных дел Сушма Сварадж[15]
- Иран — президент Хасан Рухани[16]
- Казахстан — президент Нурсултан Назарбаев[17]
- Китай — председатель Си Цзиньпин[18]
- Кыргызстан — президент Алмазбек Атамбаев[19]
- Монголия — президент Цахиагийн Элбэгдорж[20]
- Пакистан — министр иностранных дел Сартадж Азиз[21]
- Россия — президент Владимир Путин[22]
- Туркменистан — президент Гурбангулы Бердымухамедов[23]
- Узбекистан — президент Ислам Каримов[24]

### Руководители постоянно действующих органов ШОС
- генеральный секретарь Дмитрий Мезенцев
- директор Исполнительного комитета Региональной антитеррористической структуры Чжан Синьфэн

### Руководители международных организаций
- ООН —  заместитель генерального секретаря по политическим вопросам Джеффри Фелтман
- АСЕАН — заместитель генерального секретаря Нянь Линь
- ЕврАзЭС — генеральный секретарь Евразийского экономического сообщества Таир Мансуров
- ОДКБ — генеральный секретарь Николай Бордюжа
- СНГ — председатель исполнительного комитета — исполнительный секретарь Сергей Лебедев

## Повестка дня
Индия, Иран, Пакистан и Монголия должны были стать полноправными участниками саммита 11-12 сентября, тем самым повысив свой статус c наблюдателя. Решение было принято на встрече министров иностранных дел в начале года. Премьер-министр Индии Нарендра Моди был проинформирован о согласии Китая с расширением ШОС на VI саммите БРИКС.